# 直布羅陀巨巖
直布羅陀巨巖（或被稱為｢海格力斯之柱｣或其拉丁語名「Calpe」）是位於的直布羅陀境內的巨型石灰岩。 該巖高達426米（即1,396呎），而其北端鄰近直布羅陀和西班牙的邊境。該岩石是聯合王國的皇家財產，其主權隨同直布羅陀，在西班牙王位繼承戰爭後的1713年，根據《烏得勒支和約》，自西班牙交到英國手上。而巨巖頂部的大部分屬於一個自然保護區，作為現存250隻直布羅陀獼猴的生境。被當地人稱為「apes」的直布羅陀獼猴是歐洲唯一的野生猴子種群，它們和巨巖下面迷宮隧道網絡，都是直布羅陀的旅遊熱點，每年吸引不少遊客到訪。
直布羅陀巨巖被認為是海格力斯之柱之一，並古希臘人稱為「Mons Calpe」。而另一柱則在北非，一說是位在休達的雅科山，另外一說位於摩洛哥境內的摩西山。而在古代，受腓尼基傳說的影響，這兩支柱被認為是已知世界的極限。

## 地質

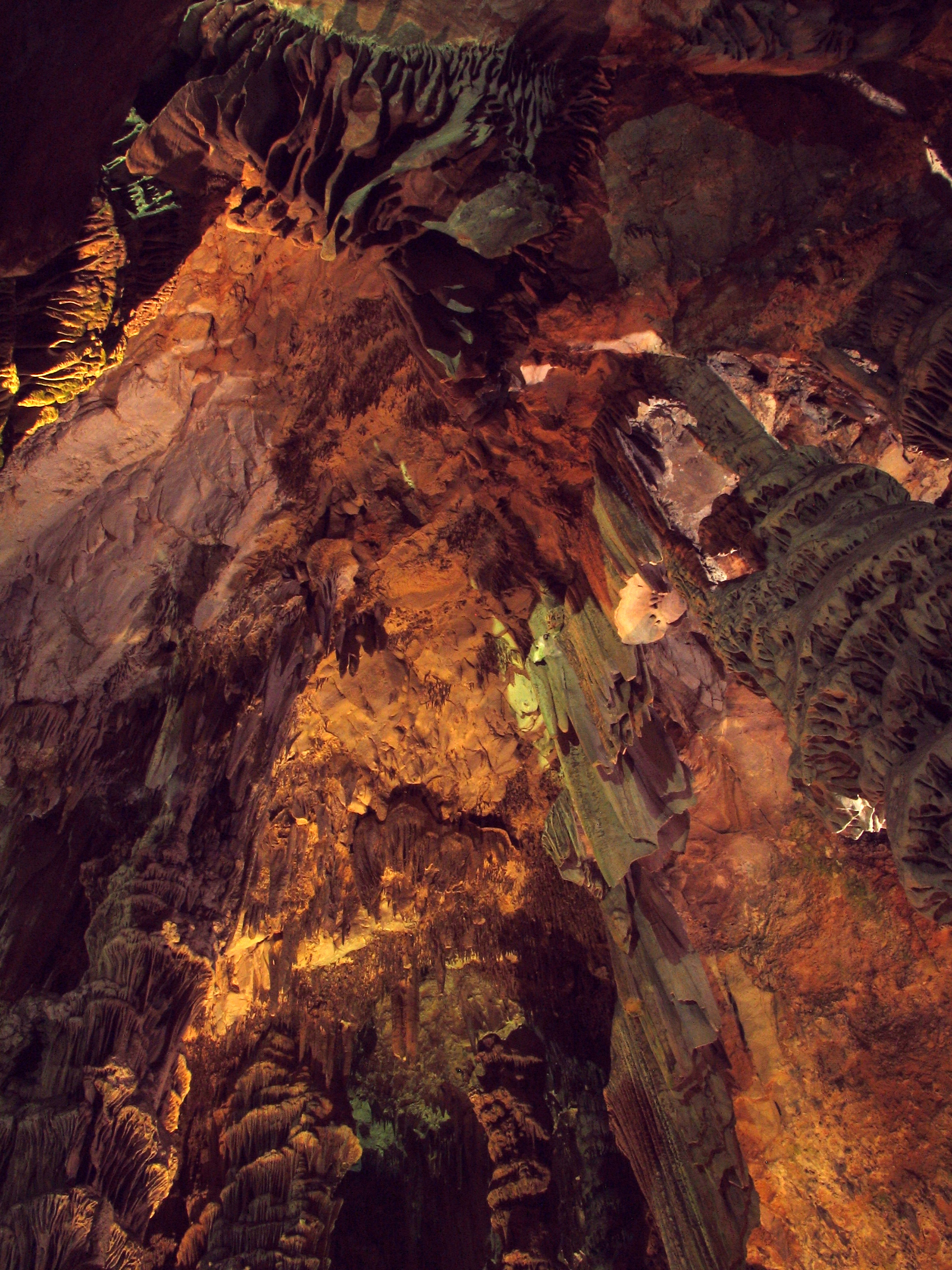
聖麥可洞的內部

直布羅陀巨巖大約形成於2億年前的侏儸紀時期，當非洲板塊撞向歐亞板塊時形成的。當時地中海成為了內陸海，和大西洋失去聯繫，更一度蒸發至乾涸見底。但後來，大西洋水通過直布羅陀海峽湧進了地中海的地域，形成了今日的地中海。而巨巖今日屬於占據伊比利亞半島東南部的貝蒂科山系的一部分。

今日，直布羅陀巨巖成為自西班牙南岸插向直布羅陀海峽的直布羅陀半島的重要組成部分。而在北麓被稱為｢石砲台｣（Rock Gun Battery）的部分，是海拔411.5米的陡坡，而巨巖的最高點則是在南端，聳立於海峽平面的426米之上。而巨巖東麓幾乎都是懸崖，底部接有風化的沙質斜坡。這些斜坡形成於上個冰河期，當時海平面較低，巨巖基部有一砂質平原一直向東延伸。而巨巖西坡則相對比較平緩。

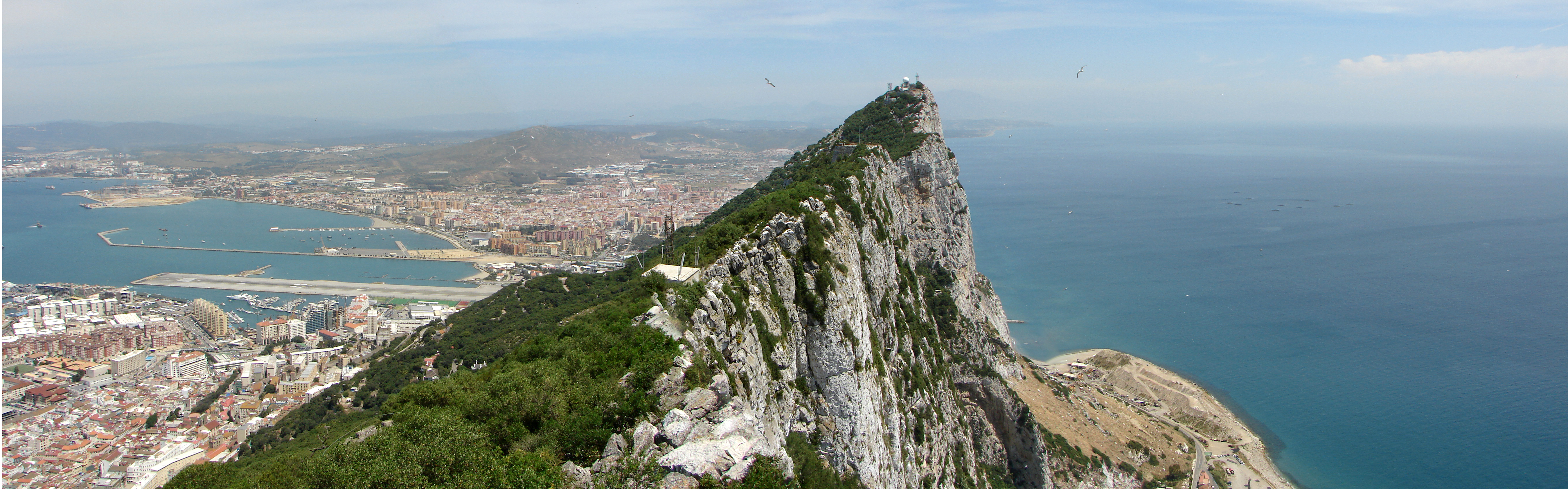
直布羅陀巨巖北麓俯瞰

方解石是石灰岩的主要成分之一，而且會被雨水溶解。因此直布羅陀巨巖這塊巨型石灰岩的內部形成了超過了100個洞穴。位於巨巖西麓｢聖麥可岩洞｣（St. Michael's Cave）是當中最著名的，而且是重要旅遊景點之一。
而位於巨巖東壁的戈咸岩洞（Gorham's Cave），則發現有3萬年前尼安德特人的遺址。而洞穴及附近發現不少不同類型的動植物化石資料顯示，尼安德特人的雜食程度。

## 城防

### 摩爾人的城堡
摩爾人城堡是摩爾人對直布羅陀長達710年統治的遺跡。這座城堡在711年由登陸伊比利亞的柏柏爾名將塔里克·伊本·齊亞德建立，他的名字也是直布羅陀這個地名的來源。
該城堡現存最重要的建築是崇敬塔(Tower of Homage)，這是一座由磚與蠣灰(tapia)建成的大型建築。塔的上半部是居住區與摩爾式浴池。